# William Austin
William Austin (12 de junio de 1884 - 15 de junio de 1975) fue un actor teatral y cinematográfico de carácter, de nacionalidad británica. Era hermano del actor Albert Austin.

## Biografía
Su nombre completo era William Crosby Piercy, y nació en una plantación de azúcar de Georgetown, Guyana, en aquel momento Guayana británica. Sus padres fueron Charles Percy Austin y Rosalie Ann Sarah Austin. Tras la muerte de su padre fue llevado a Inglaterra para completar su educación. Más tarde trabajó en un puesto comercial en Shanghái y, al ser enviado a San Francisco por la compañía para la que trabajaba, decidió quedarse en los Estados Unidos y dedicarse a actuar en el teatro y en el cine.  

## Trayectoria
A partir de 1919, Austin actuó en el Teatro Morosco de Los Ángeles durante tres años. Empezó a trabajar en el cine en 1922. Entre los años 1920 y 1940 actuó en muchas producciones y seriales cinematográficos americanos, aunque la gran mayoría de sus papeles eran pequeños y sin aparecer en los créditos, como en la película Imitation of Life de 1934, al lado de Claudette Colbert. 
De entre los numerosos filmes mudos en los que Austin actuó, se le recuerda sobre todo como compañero de Clara Bow en la película de mayor fama de la actriz, It (1927). También dio apoyo a Stan Laurel y Oliver Hardy en dos de sus cintas, Duck Soup y County Hospital.
Austin trabajó como editor de películas entre 1928 y 1930, trabajando principalmente con westerns.
Austin es conocido por interpretar en el serial de 1943 Batman al mayordomo de Batman, Alfred Pennyworth, cuya imagen es todavía utilizada en la actualidad en los cómics. La interpretación de Austin hizo que el personaje tuviera bigote y fuera delgado.

## Muerte
William Austin falleció en su casa en Newport Beach, California, el 15 de junio de 1975, tres días después de cumplir 91 años, a causa de las complicaciones surgidas tras un accidente cerebrovascular. Fue enterrado en el Cementerio Pacific View Memorial Park, en Corona del Mar, Newport Beach.

## Selección de su filmografía
- 1925 : The Best People, de Sidney Olcott
- 1927 : It, de Clarence G. Badger y Josef von Sternberg
- 1927 : Duck Soup, de Fred Guiol
- 1928 : Red hair, de Clarence G. Badger
- 1929 : The Mysterious Dr. Fu Manchu, de Rowland V. Lee
- 1929 : Sweetie, de Frank Tuttle
- 1930 : Paramount on Parade
- 1930 : The Return of Dr. Fu Manchu, de Rowland V. Lee
- 1930 : Let's Go Native, de Leo McCarey
- 1932 : County Hospital, de James Parrott
- 1933 : La vida privada de Enrique VIII, de Alexander Korda
- 1933 : Alicia en el país de las maravillas, de Norman Z. McLeod
- 1934 : La alegra divorciada , de Mark Sandrich
- 1935 : 1,000 Dollars a Minute, de Aubrey Scotto
- 1938 : Topper Takes a Trip, de Norman Z. McLeod
- 1943 : Batman como Alfred Pennyworth